# Jacques Muracciole
Pour les articles homonymes, voir Muracciole.
Jacques Muracciole est un poète, écrivain, dramaturge, acteur, journaliste et dessinateur français, né en 1902 et mort en 1961 à Nice (Alpes-Maritimes). Il est enterré au cimetière de Muracciole (Haute-Corse) auprès de ses parents.

## Biographie

### Jeunesse
Il est le sixième et dernier enfant de Bernard-Marie Muracciole, géomètre d’état et de Marie-Jeanne Vincensini son épouse. Bernard-Marie est chargé par le gouvernement français de faire  des relevés topographiques du sud-tunisien. Ses cinq premiers enfants (3 garçons et 2 filles) naissent  à Muracciole, petit village accroché au seuil de la forêt de Sorba à 2 kilomètres  de Vivario, en Corse. Son dernier né, Jacques, voit le jour à Sfax en Tunisie. Ayant atteint l’âge de la retraite, Bernard-Marie Muracciole est engagé par le gouvernement beylical à poursuivre ses relevés, et ainsi, toute sa famille s’établit durablement à Bizerte (Tunisie).

### Carrière
Entré très jeune aux PTT à Bizerte, Jacques Muracciole prend sa retraite en 1958, à Nice comme inspecteur. Dans les années 45/50 il participe activement à la mise en place de la Mutuelle des PTT en Tunisie.Parallèlement, dès son plus jeune âge, il commence à écrire poèmes et pièces de théâtre. Il est, entre autres, Délégué général pour l’Afrique du Nord  de la « Société des Poètes Français », Délégué pour la Tunisie  de « l’Académie des Poètes Classiques », Secrétaire général de la Société des « Écrivains de l’Afrique du Nord » et adhérent de la « Société des Gens de Lettres »… Journaliste, il écrit dans de nombreux journaux et revues en particulier dans le journal tunisois « La Dépêche Tunisienne » et est membre du « Syndicat des Journalistes et Écrivains » (Carte de presse no 12647 B). Directeur Littéraire de Radio-Bizerte, il tient, des années durant, une chronique hebdomadaire au cours de laquelle il répond aux auditeurs en « sabir », langue mariant l’arabe (qu’il parle couramment) et le français. Pour cette émission et certaines  pièces, Il est reconnu à cette époque comme le « roi » du sabir. Ses œuvres nombreuses et variées  lui valent d’être lauréat de nombreux prix : le 1er prix du Théâtre en vers de la Fédération littéraire de France, le prix Deldebat de Gonzalva de la Société des Poètes Français, le prix du Théâtre en prose de la Société littéraire des P et T et le prix de la Fédération littéraire de France, etc. Pour son dernier ouvrage paru en 1955, « Puisque l’on a tout dit », il est, en 1956, couronné par l’Académie Française (Prix Jean Bouscatel). Au début des années 1930, il écrit et réalise un film « Les amours du poète »  projeté dans les cinémas de Bizerte.
Il fut durant de longues années le correspondant pour la Tunisie et l'ami de tous les grands poètes de son époque. Quand en 1949, après le décès de son fils aîné il écrivit son ouvrage Guy, mon petit, tous ses amis poètes lui envoyèrent une contribution. Ainsi parurent sous forme de « florilège » les poèmes de  Charles Dornier, Pierre Grosclaude, Delphine Marti, Albert de Teneuille et René Fauchois, etc.
René Fauchois, auteur notamment de Boudu sauvé des eaux fut un grand ami de jacques Muracciole qui ne manqua pas de le recevoir à son domicile, à Tunis, lors d'un de ses voyages..

### Récompenses
Commandeur du Nichan Iftikhar (la plus haute distinction beylicale de l’époque), Chevalier de  l’Ordre des Palmes Académiques et Chevalier du  Mérite Social. Officier du  Mérite poétique il a en outre reçu la médaille de vermeil de la « Société Nationale d’Encouragement Au Bien ».
Pendant de longues années, son poème « Quand je serai bien vieux » paru dans les Récitations des « Cahiers Régionaux Pédagogiques », aux côtés de ceux de Victor Hugo, Lamartine et Alfred de Vigny, entre autres, fut étudié par les enfants des écoles primaires.
En 1967, son fils Bernard Muracciole, artiste lyrique de l'Opéra de Paris, a enregistré à la radio (ORTF) le poème écrit par son père « Muracciole, mon village » mis en musique par le compositeur Marc Berthomieu.

## Ouvrages

### Théâtre
- Ceux qui font rire (1923)
- Ramlys, Éditions de La Pensée Latine, Paris 1925 (BNF 30997089)
- Couscous 1er Tirailleur (Éditions Alpes et Midi – Paris. Gap 1934)
- Le Père Cafard, pièce en un acte, La Caravelle, 1935 (BNF 32475397)
- Bitites Stouarettes (Éditions Ophrys – Paris 1937)
- Frères  (Hadida - Tunis 1941) (Vendu au profit de la caisse de Secours Mutuel des « Fils des tués de Tunisie »)
- Émile et une nuit (Hadida - Tunis 1941)
- Le Post-Scriptum (Éditions Escano - Tunis 1949) (Vendu au profit des Colonies de Vacances des P.T.T.) …

### Poésie
- Dans l'âme neuve (Revue des Indépendants - Paris 1929
- Chakchouka, La Caravelle, Paris, 1930 (BNF 30997088)
- En culottant ma pipe..., poèmes, Éditions de la Caravelle, 1933 (BNF 32475396)
- Arlequinades (Éditions Ophrys -Paris 1937)
- Quelques heures de Corse (Éditions de l’Année Corse - Marseille 1939)
- Au gré de l’exil (Angel - Tunis 1946)
- Guy, mon petit (Périples - Tunis 1949/ Paris 1955)
- Le Dict des poètes modernes (Bibliothèque des Études Poétiques – Paris 1955)
- Puisque l’on a tout dit (Éditions Debresse - Paris 1955) …

### Participations
- Cahiers régionaux de pédagogie (Edit. du Gévaudan -  Marvejols 1947)
- Anthologie de la société des poètes français (Éditions de la Revue Moderne – Niort 1948)
- Poètes d’Afrique (Imprimerie du Cantal- Aurillac 1956) …

Discographie
- Disque 45 T : Présence de la poésie. Anthologie sonore. DISCOP 1959, contenant 4 poèmes de et dits par Jacques Muracciole (Voir YouTube)